# (8050) Beishida
(8050) Beishida ist ein Asteroid des inneren Hauptgürtels, der am 18. September 1996 von Astronomen des Beijing Schmidt CCD Asteroid Program an der Xinglong Station (IAU-Code 327) des Astronomischen Observatoriums Peking im Stadtbezirk Chaoyang in Peking entdeckt wurde.
Der Asteroid wurde am 13. Oktober 2000 nach der Pädagogischen Universität Peking benannt, die 1902 als Bildungsfakultät der Imperialen Hauptstadtuniversität in Peking entstand und 1923 ihren heutigen Namen annahm.